# Wihanovo kvarteto
Wihanovo kvarteto je české smyčcové kvarteto, které vzniklo v roce 1985.

## Obsazení kvarteta
- Leoš Čepický – housle. Pardubickou konzervatoř absolvoval v roce 1985 ve třídě prof. Ivana Štrause. Již během studií na HAMU v Praze, u členů Smetanova kvarteta (Jiří Novák a Antonín Kohout), se stal primáriem Wihanova kvarteta. S tímto významným kvartetem získal v roce 1988 první cenu v Mezinárodní hudební soutěži Pražské jaro a v roce 1991 první cenu v Mezinárodní soutěži smyčcových kvartet v Londýně. Čepický nyní vyučuje hru na housle na HAMU v Praze.

- Jan Schulmeister – housle

- Jakub Čepický – viola. Obsadil místo po Jiřím Žigmundovi, který ukončil spolupráci s kvartetem v roce 2014.

- V roce 2017 ukončil svoji činnost v souboru violoncellista Aleš Kaspřík. Jeho místo zaujal člen Pražákova kvarteta Michal Kaňka.

## Úspěchy v řadě soutěží
- Mezinárodní interpretační soutěže Pražského jara (1988)
- Mezinárodní soutěž komorní hudby Trapani (1990)
- London International String Quartet Competition (1991)